# Betio
Betio är en del av en ö i Kiribati.   Den ligger i örådet Tarawa och ögruppen Gilbertöarna, i den sydvästra delen av landet, 7 km nordväst om huvudstaden Tarawa. Arean är 1,5 kvadratkilometer.
Terrängen på Betio är mycket platt. Öns högsta punkt är 17 meter över havet. Den sträcker sig 1,9 kilometer i nord-sydlig riktning, och 3,7 kilometer i öst-västlig riktning.
Följande samhällen finns på Betio:
- Betio Village